# Kate Ashfield
Kate Ashfield (* 28. Mai 1972 in Oldham, Lancashire) ist eine britische Schauspielerin, Drehbuchautorin und Produzentin. Bekanntheit erlangte sie vor allem durch ihre Rolle als Liz in der Horror-Komödie Shaun of the Dead (2004).

## Leben und Karriere
Nach dem Besuch am King Edward VI Five Ways schloss Ashfield 1993 am Rose Bruford College ihr Studium ab. Ashfield gab ihr Filmdebüt 1994 als Ella in Prinzessin Caraboo. Es folgten mehr als 70 Film- und Fernsehproduktionen.
Ashfield lebt zurzeit in London.

## Filmografie (Auswahl)
- 1994: Prinzessin Caraboo (Princess Caraboo)
- 1999: The War Zone
- 1999: Guest House Paradiso
- 1999: The Man (Fernsehfilm)
- 1999–2000: Unten am Fluss (Watership Down, Fernsehserie)
- 2001: The Last Minute
- 2002: Flyfishing
- 2003: Jenseits aller Grenzen (Beyond Borders)
- 2004: Shaun of the Dead
- 2005: Der Feind in meinem Haus (Secret Smile)
- 2005: Ein Trauzeuge zum Verlieben (The Best Man)
- 2006: Tsunami – Die Killerwelle (Tsunami: The Aftermath, Fernsehfilm)
- 2007: Tot oder Torte (The Baker)
- 2010: Agatha Christie’s Poirot (Fernsehserie, Folge Nikotin)
- 2010: The Kid
- 2011: 7lives
- 2011: New Tricks – Die Krimispezialisten (New Tricks, Fernsehserie, 1 Folge)
- 2011: Silent Witness (Fernsehserie, 2 Folgen)
- 2012: When the Lights Went Out
- 2012: Byzantium
- 2013: Nymphomaniac
- 2013: Inspector Barnaby (Midsomer Murders, Fernsehserie, eine Folge)
- 2015: Secrets and Lies (Fernsehserie, 4 Folgen)
- 2020: Life (Miniserie)

## Drehbuch / Produktion
- 2017: Born to Kill
- 2019: Zimmer 301

## Auszeichnungen
- British Independent Film Awards – Beste Schauspielerin (2001)
- RTS Television Award – Beste Schauspielerin (2004)